# Arthit Kamlang-ek
Arthit Kamlang-ek (Thai: อาทิตย์ กำลังเอก, Aussprache [ʔaːtʰít kamlaŋʔèːk]; * 31. August 1925 in Bangkok; † 19. Januar 2015 ebenda) war ein hochrangiger Militär und Politiker in Thailand. Von 1982 bis 1986 war er Oberkommandierender des thailändischen Heeres, von 1983 bis 1986 gleichzeitig Stabschef der gesamten Streitkräfte. In dieser Zeit hatte er auch großen politischen Einfluss. Nach dem Ende seiner Militärkarriere ging er mit der Partei des Thailändischen Volkes in die Politik und diente 1990 bis 1991 und erneut 1994 bis 1995 als stellvertretender Ministerpräsident.

## Militärkarriere
Arthit stammte aus recht einfachen Verhältnissen. Sein Vater war Unteroffizier, stieg aber bis zum Hauptmann auf. Arthit erhielt seine Ausbildung an der Chulachomklao-Militärakademie in Bangkok, wo er aber als nicht besonders begabter Schüler galt und mit unterdurchschnittlichen Ergebnissen abschloss. Anschließend diente er auf Posten in der Provinz und wurde eher langsam befördert. Mitte der Siebzigerjahre diente er als Chef einer gemischten zivil-polizeilich-militärischen Einheit in der nordöstlichen Grenzprovinz Loei, wo er zum ersten Mal in Kontakt mit dem König kam. Einige Zeit später zeichnete ihn die unter Schirmherrschaft der Königsfamilie stehende Saichaithai-Stiftung als „herausragenden thailändischen Bürger“ aus. Dadurch erlangte er öffentliche Bekanntheit und ein engeres Verhältnis zum Königshaus. 1977 wurde er zum Senator ernannt.
1980 wurde er kurzzeitig zum Kommandeur der 1. Armeeregion ernannt, eine besonders wichtige Position, weil sie die Truppen kontrolliert, die in der Hauptstadt stationiert sind. Dies war ein Versuch der Clique der Absolventen des 5. Jahrgangs der Militärakademie sowie Generalmajor Chavalit Yongchaiyudhs, den Einfluss der rivalisierenden und aufstrebenden Clique der „Jungtürken“ zu minimieren. Die „Jungtürken“ drängten jedoch den neu ernannten Ministerpräsidenten Prem Tinsulanonda bald darauf, Arthit wieder auf den Posten des Stellvertretenden Kommandeurs der 2. Armeeregion abzuschieben, was für ihn eine faktische Degradierung darstellte. Als die „Jungtürken“ am 1. April 1981 putschten, übernahm Arthit die Niederschlagung des Umsturzversuchs und brachte den König und seine Familie in Sicherheit. Anschließend wurde er protegiert und sogleich wieder zum Kommandeur der 1. Armeeregion ernannt. Nur fünf Monate später wurde er zum Vier-Sterne-General befördert und zum stellvertretenden Oberkommandierenden des Heeres.
Ab Oktober 1982 war er selbst Oberkommandierender des Heeres und äußerte unverkennbar politische Ambitionen. Ein Jahr später wurde er zusätzlich oberster Befehlshaber der gesamten Streitkräfte. Diese Ämterhäufung hatte es zuletzt 1964 mit Feldmarschall Thanom Kittikachorn gegeben. Es galt als offenes Geheimnis, dass Arthit mit allen Mitteln danach strebte, Ministerpräsident Prem abzulösen. Im November 1984 kritisierte er die Regierung öffentlich für ihre Politik, die thailändische Währung Baht abzuwerten.
Im Mai 1986 versuchte er, gemeinsam mit der parlamentarischen Opposition und einer Abweichlergruppe in der Sozialen Aktionspartei die Regierung zu stürzen. Prem löste daraufhin das Parlament auf und beraumte Neuwahlen an. Als Arthit sich anschickte, seine Soldaten und deren Familien geschlossen zur Wahl der von ihm unterstützten Vereinigten Demokratie-Partei zu drängen, entließ Prem ihn als Oberkommandierenden des Heeres. Zwar blieb er noch bis September desselben Jahres oberster Befehlshaber der Streitkräfte, dieses Amt ist jedoch faktisch nicht so einflussreich. Die Vereinigte Demokratie-Partei schnitt eher schwach ab; es siegte die Prem unterstützende Demokratische Partei. Arthit trat damit aus dem Militärdienst aus.

## Politische Karriere
Nach seiner Militärzeit widmete sich Arthit der Politik. 1986 wurde er erneut zum Senator ernannt. 1988 wurde er an die Spitze der Partei des Thailändischen Volkes (Phak Puang Chon Chao Thai) berufen, zu der auch die frühere Gruppe der Demokratischen Soldaten gehörte. Bei der Wahl im Juli 1988 erhielt die Partei 8 Prozent der Stimmen und Arthit zog als Abgeordneter eines Wahlkreises in der Provinz Loei ins Parlament ein. Im August 1990 wurde er als Stellvertretender Ministerpräsident Mitglied der Koalitionsregierung unter Premierminister Chatichai Choonhavan.
Im Februar 1991 wurde er zusammen mit Chatichai verhaftet, nachdem der Oberkommandierende des Heeres Sunthorn Kongsompong und eine Gruppe von Offizieren des 5. Abschlussjahrgangs der Militärakademie um Suchinda Kraprayoon geputscht hatten, unter anderem auch weil Arthit zum stellvertretenden Verteidigungsminister ernannt worden war und damit Einfluss auf das Budget und die Ernennungen hatte. Im März 1991 wurde er wieder freigelassen und durfte ins Ausland reisen. Im Januar 1992 trat Arthit von seinem Parteivorsitz zurück und trat der Samakkhi-Tham-Partei bei, die von den Putschisten von 1991 unterstützt wurde. In den folgenden politischen Unruhen des Mai 1992 spielte er keine Rolle. Die Samakkhi-Tham-Partei zerfiel und Arthit schloss sich im Juli 1992 der neuen Chart-Pattana-Partei („Nationale Entwicklungspartei“) von Chatichai Choonhavan an. Von Dezember 1994 bis Juli 1995 war er noch einmal stellvertretender Ministerpräsident in einer Koalitionsregierung unter Chuan Leekpai. Anschließend beendete er seine politische Aktivität.

## Familie
Arthit wurde Vater zweier Söhne und einer Tochter; außerdem hatte er einen Stiefsohn.

## Auszeichnungen
- 1984: Großes Silbernes Ehrenzeichen am Bande für Verdienste um die Republik Österreich[9]